# ノーリ (トールキン)
ノーリ(Nori)は『ホビットの冒険』の作中に登場するドワーフ。エレボール遠征へ向かった13人のドワーフの一人。映画『ホビット』ではジェド・ブロフィーが演じた。

## 詳細
トーリンとは遠い親戚。紫色の頭巾を被っている。原作では兄弟関係は示されておらず、映画ではドーリとオーリとは異母兄弟という設定。

## 映画『ホビット』
ドワーフの中で一番奇抜な髪型で星型をしている。家を飛び出し放浪していたが、国の為ではなく自身の金儲けの為にエレボール遠征に参加する。手癖が悪く、『思いがけない冒険』のエクステンデットエディションでは裂け谷の食器を盗んだ。しかしそうした器用さはトーリンに買われているようで、『竜に奪われた王国』では先陣を切ってエスガロスの武器庫に忍び込ませ、はなれ山では隠し扉を探させた。出発時の武器は棍棒と二本のナイフ。